# Goldie
Clifford Joseph Price (Bristol, 19 september 1965), beter bekend als Goldie, is een Brits dj, beeldend kunstenaar en acteur. Hij is vooral bekend voor zijn innovaties in de jungle- en drum-and-bassmuziek. Daarvoor was hij reeds bekend als graffitikunstenaar.

## Vroege jaren
Price werd in Bristol geboren. In de jaren tachtig raakte hij betrokken bij de Britse hiphopscene. Hij bracht zijn tijd door met het spuiten van graffiti en breakdancen. In 1988 verhuisde hij naar de Verenigde Staten, waar hij gouden tanden, zijn handelsmerk, ging verkopen.
Na zijn terugkeer in Groot-Brittannië maakte hij kennis met de rave-scene die was opgebloeid. Via zijn vriendin kwam hij in contact met de mannen van 4hero. Ben hen kon hij aan de slag voor hun Reinforced label als A&R-manager en grafisch ontwerper. In zijn vrije tijd maakte hij ook zelf ravetracks als Rufige cru. In 1992 had hij zijn eerste succes te pakken. De single Terminator van Metalheads was een grote ravehit. Bovendien was het nummer van invloed op de ontwikkeling van drum n bass, dat op dat moment aan het ontstaan was.

## Sterrendom
Het succes van Terminator opende de deur naar ambitieuzere projecten. Zo werkte hij samen met 4hero als Internal affairs. Daarvoor ging hij samenwerken met Rob Playford van ravegroep 2 Bad Mice. In samenwerking met zangeres Diane Charlemagne (Urban Cookie Collective) nam hij de tracks Angel (1993) en Inner city life op. Vooral die tweede was een succes en weet de hitparades te bereiken. Het nummer maakte onderdeel uit van de ep Timeless. Het was de voorloper van het album Timeless, dat in 1995 verscheen. Hierop verrijkte hij het drum-and-bassgeluid met elementen uit soul, maar ook met symfonische invloeden. Het album groeide uit tot een van de klassiekers op het gebied van drum and bass. Het bracht Goldie tot het sterrendom. Hij kreeg in die jaren een in de media breed uitgemeten relatie met zangeres Björk. Dit leidde ook tot ruzies met Tricky, die eveneens een tijdje met haar samen was. In 1995 vormde hij met A Guy Called Gerald ook het eenmalige project The Two G's, waarmee de dubbelsingle Energy/The Reno werd uitgebracht.
Voor de opvolger van Timeless had Goldie nog grootsere plannen. Het album kwam zeer moeizaam tot stand en Rob Playford haakte gedurende het proces uit onenigheid af. Eind 1997 was het dubbelalbum Saturn Returnz af. Het was een experimenteel album. Het bevat gastbijdragen van David Bowie, Noel Gallagher en KRS-One. Opmerkelijk was het nummer Mother, dat een breakbeatsymfonie van meer dan een uur is. Het album viel niet in de smaak bij de fans, waardoor het flopte album.

## Latere jaren
Naast de muziek is Goldie ook actief geworden als acteur. Zo speelde hij in de soapserie East Enders en is hij te zien in de James Bondfilm The World Is Not Enough. Ook is hij als televisiepersoonlijkheid geregeld in allerlei shows te zien. Van het produceren van nieuwe muziek kwam het in de jaren na Saturn returnz nauwelijks. Al bleef hij actief voor zijn Metalheadzlabel. In 2002 kondigde hij aan met een nieuw groots project bezig te zijn: een film die Sine tempus moest gaan heten. Deze film verscheen echter nooit, maar de muziek die erbij werd gemaakt verscheen in 2008 op het album Sine tempus. Daarnaast blies hij ook zijn oude alter ego Rufige cru weer nieuw leven in. Hiermee ging hij terug naar de basis van eenvoudige drum and bass met invloeden uit de ravemuziek. Hij bracht hiervoor de albums Malice in wonderland en Memoirs of an afterlife uit.

## Trivia
- Voor het nummer Terminator samplede Goldie een stuk synthesizerloop uit de plaat Mentasm van Joey Beltram.[1] Dit geluid pitcht hij op naar een grotere snelheid. Deze versnelde sample is door andere producers later hergebruikt. Zo is het te horen in het nummer Back in the UK (1996) van Scooter en ook in I Fink U Freeky van Die Antwoord (2012).
- Het nummer Kemistry, dat op het album Timeless staat, is een serenade naar zijn toenmalige vriendin Valerie Olukemi A Olusanya. Ze was muzikaal actief als DJ Kemistry. Het nummer werd al in 1992 geschreven en de relatie was alweer over ten tijde van het verschijnen van het album. DJ Kemistry kwam in 1999 om het leven bij een auto-ongeluk, ze werd 35 jaar.

## Discografie
- Terminator (1992, als Metalheads)
- Timeless (1995)
- Saturnzreturn (1998)
- Ring of Saturn (1998, EP)
- INCredible Sound of Drum'n'Bass (1999) (compilatie)
- MDZ05
- Drum & Bass Arena: The Classics (2005) (compilatie)
- Malice in Wonderland (2007)
- Watch the Ride (2008) (compilatie)
- Sine Tempus - The Soundtrack
- Memoirs of an Afterlife (2009)
- Fabriclive 58 (2011) (compilatie)

- Bibliothèque nationale de France: cb13983281w (data)
- Gemeinsame Normdatei: 128839716
- International Standard Name Identifier: 0000 0001 0653 5338
- Library of Congress Control Number: no98011003
- MusicBrainz: c5393047-0c44-48eb-b5a8-070759f04371
- Nationale Bibliotheek van Tsjechië: xx0028749
- Nationale Bibliotheek van Israël: 987007426788505171
- Virtual International Authority File: 28290023
- WorldCat: E39PBJxRBdbxP8JYgq3G4gKjmd